# Gobiosuchidae
Famille
Les Gobiosuchidae (gobiosuchidés en français) sont une famille éteinte de petits crocodyliformes basaux du Crétacé connus en Mongolie et en Espagne.

## Liste des genres
La famille des Gobiosuchidae comporte trois genres :
- † Gobiosuchus Osmólska, 1972[2] - du Crétacé supérieur (Campanien) de Mongolie ;
- † Zaraasuchus Pol (d) & Norell, 2004[3] - du Crétacé supérieur (Campanien) de Mongolie ;
- † Cassissuchus Buscalioni (d), 2017[1] - du Crétacé inférieur (Barrémien) du site fossilifère de las Hoyas en Espagne.

La famille est ainsi connue du Barrémien au Campanien, soit sur un intervalle de temps situé environ entre 125,77 et 72,2 millions d'années.
L'espèce Lisboasaurus estesi, considérée comme un gobiosuchidé possible a été classée comme douteuse (nomen dubium) en 2017 par Ángela D. Buscalioni. 

## Classification
De nombreuses synapomorphies valident la monophylie de ce clade, la plupart concernant le crâne de ces animaux,. Le genre espagnol Cassissuchus est placé en groupe frère du clade formé par les deux genres mongols.